# François Leterrier
François Leterrier (Margny-lès-Compiègne, 26 maggio 1929 – Parigi, 4 dicembre 2020) è stato un regista e attore francese.

## Biografia

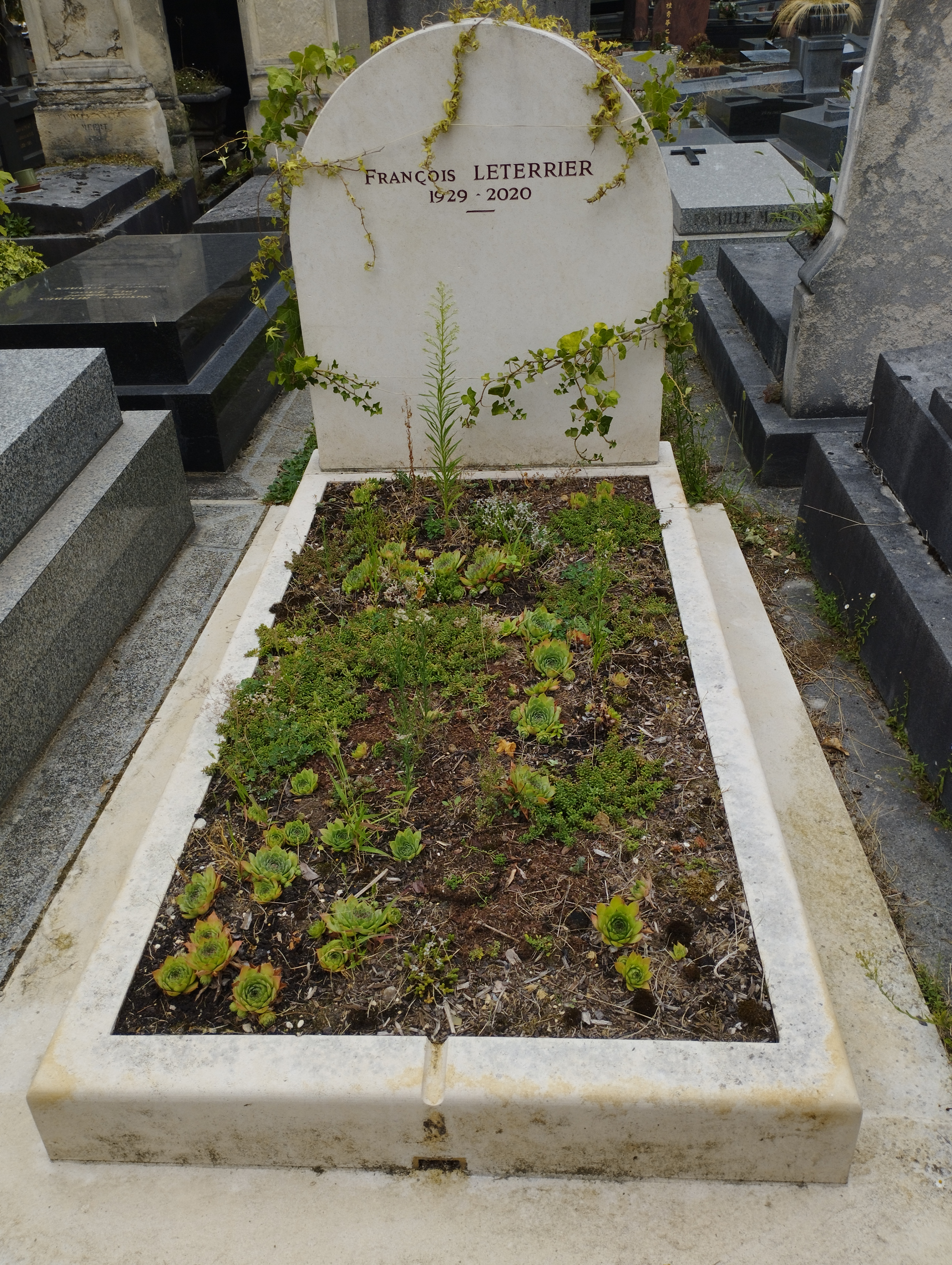
Tomba di François Leterrier nel cimitero di Montparnasse

François Leterrier fu scoperto dal regista Robert Bresson che gli assegna il ruolo principale nel film Un condannato a morte è fuggito del 1956. Successivamente, Leterrier inizia a lavorare come assistente alla regia per Louis Malle, Etienne Périer e Yves Allégret.
Nel 1961 dirige il suo primo lungometraggio I cattivi colpi (Les Mauvais Coups). In 30 anni di carriera ha diretto diversi film per il cinema e per la televisione. 

## Vita privata
Era il marito della costumista Catherine Leterrier ed il padre del regista Louis Leterrier. 

## Filmografia

### Cinema
- I cattivi colpi (Les Mauvais Coups) (1961)
- Un roi sans divertissement (1963)
- La Chasse Royale (1969)
- Le amanti (Projection privée) (1973)
- Goodbye Emmanuelle (1977)
- Va voir maman, papa travaille (1978)
- Je vais craquer!!! (1980)
- Les babas cool (1981)
- La guarde du corps (1984)
- Tranches de vie (1985)
- Le fils du Mékong (1992)

### Televisione
- La guêpe (1965)
- Milady (1977)
- Pierrot mon ami (1979)
- Le voleur d'enfants (1981)
- Le coeur du voyage (1986)
- L'île (1987) - miniserie TV (3 episodi)
- Imogène (1989-1990) - serie TV (3 episodi)
- Clovis (1993) - serie TV (2  episodi)
- Les disparus de Reillanne (1993)

### Attore
- Un condannato a morte è fuggito (Un condamné à mort s'est échappé), regia di Robert Bresson (1956)
- Stavisky il grande truffatore (Stavisky), regia di Alain Resnais (1974)